# Эбаноидзе, Александр Луарсабович
Александр Луарсабович Эбаноидзе (род. 26 августа 1939, Тбилиси, ГССР) — писатель, переводчик, критик, сценарист. С 1995 по 2017 годы — главный редактор журнала «Дружба народов» (Москва).

## Биография
Родился в семье грузинского инженера-энергетика, участника трагического Керченского десанта, пропавшего без вести в первый  год Великой Отечественной войны, и дочери ссыльных поляков.
Жил в доме 39 по улице Энгельса (ныне — Ладо Асатиани) в Тбилиси, учился в 43-й тбилисской средней школе. В 1963 окончил Литературный институт имени А. М. Горького в Москве.
Первая публикация состоялась летом 1960 в «Литературной газете», когда в переводе Эбаноидзе был напечатан рассказ Отара Иоселиани «Девушка в белом». В 1965 в журнале «Сельская молодёжь» им был напечатан рассказ «Ночь и утро», а «Литературной Грузии» — «Рассказ о войне».
Затем в Москве и Тбилиси публикуется ещё несколько рассказов, написанных Эбаноидзе во время прохождения службы в армии.

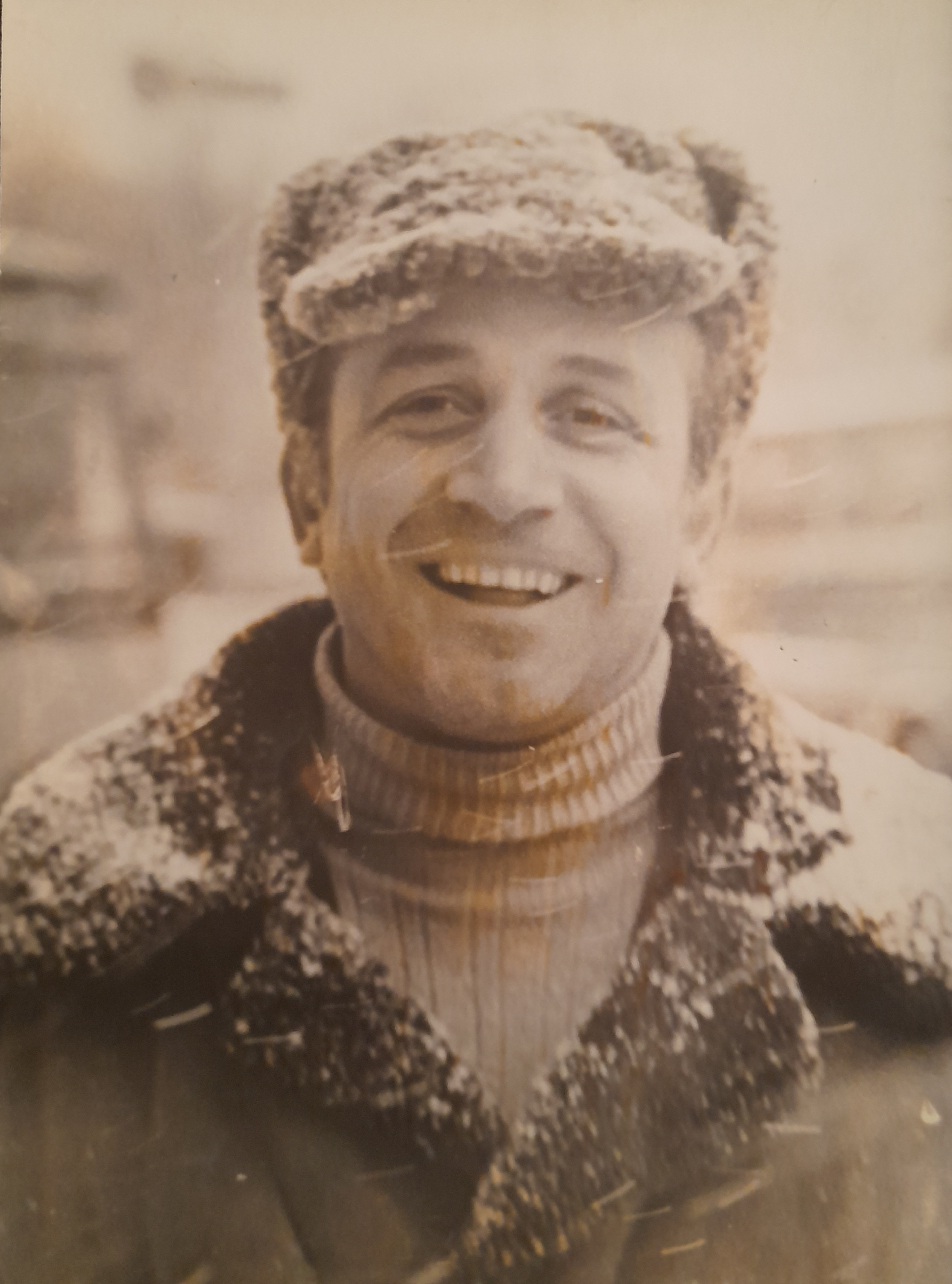
Александр Эбаноидзе в 1981 году.

Автор четырёх романов, в том числе «Вниз и вверх», сборника повестей и рассказов, сценария фильма «Брак по-имеретински» (1979), радиопостановки «Ежевика под снегом», а также публицистических статей.
Дебютный роман «Два месяца в деревне, или Брак по-имеретински» переведён на 15 языков, экранизирован и инсценирован на родине и за рубежом.
Лауреат ряда литературных премий. Перевёл с грузинского на русский десятки книг и пьес выдающихся грузинских писателей и драматургов.
С 1995 по 2017 годы возглавлял журнал «Дружба народов». Член Совета попечителей Международного фонда русскоязычных писателей — IFRW.
Сын Игорь (род. 1967) — литературовед.